# Dicranomyia citrina
Dicranomyia citrina är en tvåvingeart som beskrevs av Doane 1900. Dicranomyia citrina ingår i släktet Dicranomyia och familjen småharkrankar. Inga underarter finns listade i Catalogue of Life.